# Trichophaga swinhoei
Trichophaga swinhoei är en fjärilsart som beskrevs av Butler 1884. Trichophaga swinhoei ingår i släktet Trichophaga och familjen äkta malar. Inga underarter finns listade i Catalogue of Life.